# レスリー・フィルキンス
レスリー・ウィリアム・フィルキンス（Leslie William Filkins, 1956年9月14日 - ）はアメリカ合衆国イリノイ州出身の元プロ野球選手（外野手）。

## 来歴・人物
1975年のMLBドラフト1巡目（全体の3番目）の高評価でデトロイト・タイガースに指名され契約。同球団傘下AAAのエバンスビル・トリプレッツを経て1983年広島入団。
前年まで活躍したジム・ライトル（南海へ移籍）に代わる打者として獲得したが、オープン戦から変化球を打てず開幕後に登録抹消。
二軍にて8ホーマーと調子を戻し6月に一軍復帰となるものの、外野陣は山本浩二など揃っており、一軍投手についていくのがやっとなフィルキンスに目立った活躍はなく左の代打での起用が中心で、同年限りで退団。帰国後もメジャーへの昇格はなかった。

## 詳細情報

### 年度別打撃成績
| 年 度     | 球 団     | 試 合 | 打 席 | 打 数 | 得 点 | 安 打 | 二 塁 打 | 三 塁 打 | 本 塁 打 | 塁 打 | 打 点 | 盗 塁 | 盗 塁 死 | 犠 打 | 犠 飛 | 四 球 | 敬 遠 | 死 球 | 三 振 | 併 殺 打 | 打 率 | 出 塁 率 | 長 打 率 | O P S |
| --------- | --------- | ----- | ----- | ----- | ----- | ----- | -------- | -------- | -------- | ----- | ----- | ----- | -------- | ----- | ----- | ----- | ----- | ----- | ----- | -------- | ----- | -------- | -------- | ----- |
| 1983      | 広島      | 39    | 73    | 71    | 10    | 19    | 3        | 1        | 2        | 30    | 7     | 0     | 0        | 0     | 0     | 1     | 0     | 1     | 9     | 2        | .268  | .288     | .423     | .710  |
| 通算：1年 | 通算：1年 | 39    | 73    | 71    | 10    | 19    | 3        | 1        | 2        | 30    | 7     | 0     | 0        | 0     | 0     | 1     | 0     | 1     | 9     | 2        | .268  | .288     | .423     | .710  |

### 記録
- 初出場：1983年4月12日、対阪神タイガース1回戦（広島市民球場）、8回裏に山本和男の代打として出場、伊藤宏光の前に凡打
- 初安打：同上、9回裏に伊藤から右前安打
- 初先発出場：1983年4月13日、対阪神タイガース2回戦（広島市民球場）、7番・中堅手で先発出場、2打数2三振で途中交代
- 初打点：1983年6月28日、対横浜大洋ホエールズ10回戦（広島市民球場）、2回裏に五月女豊から適時二塁打
- 初本塁打：1983年7月2日、対読売ジャイアンツ15回戦（後楽園球場）、6回表に鹿取義隆から右越2ラン

### 背番号
- 44（1983年）

## 外部
- 選手の通算成績と情報 Baseball-Reference